# Effet Ouzo

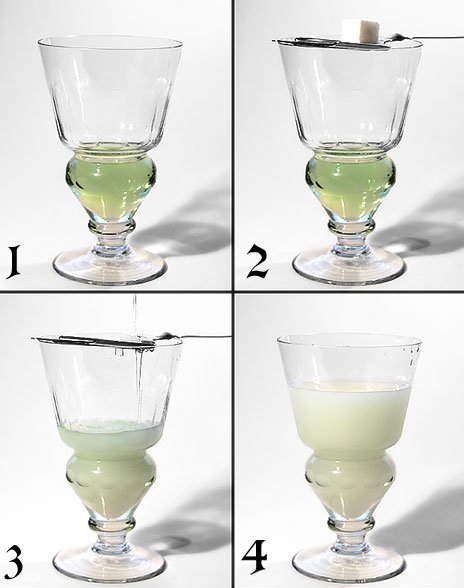
L'effet Ouzo, lors de la préparation de l'absinthe.

L'effet Ouzo (aussi appelé louchissement ou émulsification spontanée) est la formation d'une émulsion d'aspect laiteux se produisant lorsque de l'eau est ajoutée à de l'ouzo ou à d'autres boissons anisées (pastis, rakı, arak, sambuca, absinthe, etc.). Ce procédé ne requiert pas d'agitation vigoureuse, mais produit quand même un mélange très stable, ce qui lui confère un intérêt commercial.

## Observation et explication du phénomène

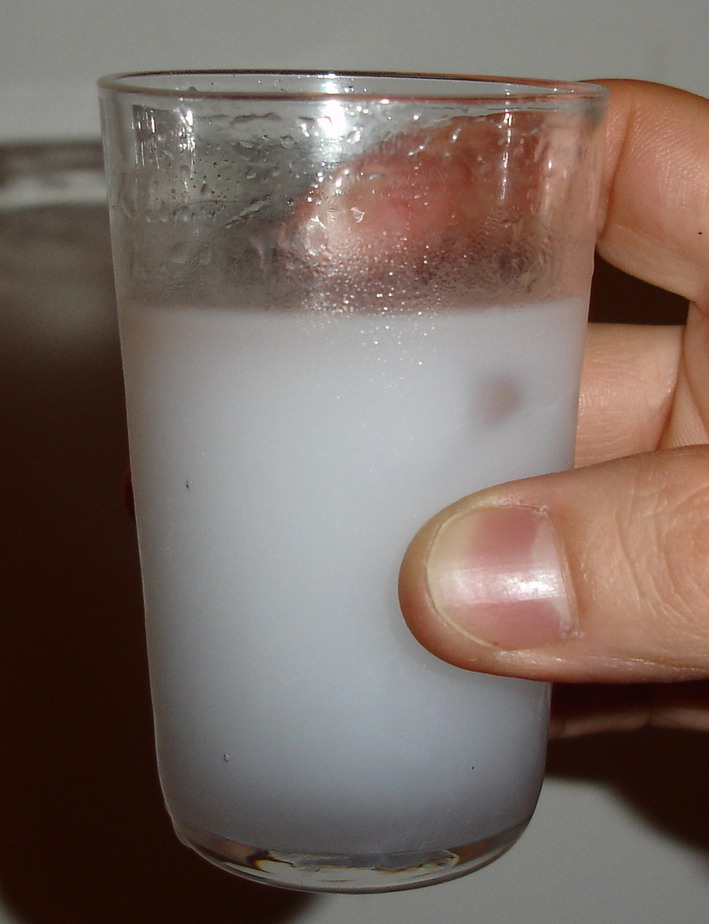
De l'arak avec de l'eau et de la glace.

### Principe
L'effet Ouzo se produit lorsqu'on ajoute une petite quantité d'eau à un mélange composé d'une huile hydrophobe, d'un alcool et d'eau. Une émulsion laiteuse formée de minuscules gouttelettes d'huile suspendues dans tout le volume du mélange se forme alors spontanément.
L'ouzo est un des mélanges dans lesquels cette réaction peut se produire, car il est constitué notamment d'eau, d'une huile essentielle hydrophobe (le trans-anéthole de l'anis) dissoute dans un alcool miscible dans l'eau (l'éthanol).

### Explication
Les émulsions d'huile dans l'eau ne sont pas stables en règle générale. En effet, les gouttelettes d'huile coalescent (fusionnent) jusqu'à ce que les deux phases se séparent complètement et que cette séparation devienne visible à l'œil nu. L'ajout d'une petite quantité d'une substance tensioactive (par exemple un détergent) ou l'application d'un haut taux de cisaillement (par une forte agitation) permet de stabiliser le mélange dans ces cas.
Cependant, dans un mélange d'ouzo riche en eau, la coalescence des gouttelettes d'huile essentielle est considérablement ralentie, et ce, sans agitation mécanique, ni agents de dispersion ou agents tensioactifs. Ce mélange forme effectivement une dispersion liquide, stable et homogène, par un processus de nucléation liquide-liquide. La taille des gouttelettes d'huile en suspension dans le mélange a été mesurée par diffusion de neutrons aux petits angles (DNPA), et on l'estime à un micron; elle varie avec le ratio anéthole/éthanol, le temps et la température.
À l'aide du procédé de diffusion dynamique de la lumière, Sitnikova et ses collaborateurs ont montré que les gouttelettes d'huile dans l'émulsion croissent par mûrissement d'Ostwald, et que les gouttelettes ne coalescent pas. Le taux de mûrissement d'Ostwald diminue avec l'augmentation des concentrations d'éthanol jusqu'à ce que la taille des  gouttelettes se stabilise et atteint un diamètre moyen de 3microns.
L'effet Ouzo ne se manifeste pas seulement pour les boissons alcoolisées anisées. Il est également bien connu pour des mélanges liquides à trois composantes, comme le mélange éthanol-toluène-eau et le mélange styrène-méthanol-eau.
Si l'on se fonde sur les caractéristiques thermodynamiques du mélange, l'émulsion tire sa stabilité du fait que son système se situe entre les courbe binodale et  spinodale dans son diagramme de phase. Cependant, les mécanismes microscopiques responsables du ralentissement du mûrissement d'Ostwald pour des concentrations croissantes d'éthanol ne sont pas entièrement compris.

## Applications
Les émulsions ont de nombreuses applications commerciales. Une large gamme de produits alimentaires préparés, de détergents et de produits de soins corporels prennent la forme d'émulsions qui se doivent d'être stables à long terme. L'effet Ouzo est considéré comme un mécanisme intéressant pour produire des émulsions ne contenant pas d'agents tensioactifs, et ce, sans avoir non plus à agiter vigoureusement le mélange ou à le soumettre à la sonication, des techniques de production onéreuses. L'effet Ouzo a permis la création d'une variété de dispersions utiles comme des pseudolatex, des émulsions de silicone et des nanocapsules en polymères biodégradables. Néanmoins, comme indiqué précédemment, le mécanisme exact de cet effet reste incertain.